# Национално гробище Арлингтън
Вижте пояснителната страница за други значения на Арлингтън.
Национално гробище „Арлингтън“ (на английски: Arlington National Cemetery, Арлингтън нешънъл семетри) е военно гробище в САЩ, окръг Арлингтън, Вирджиния, което е създадено по време на Американската гражданска война. Намира се близо до Пентагона, на южния бряг на река Потомак.

## История
Гробището е създадено върху земите на „Арлингтън хаус“ – имение, принадлежало на семейството на генерал Робърт Лий и по-точно семейно наследство на съпругата му Мери Ан Лий (по баща Къртис), която е потомка на Марта Вашингтон. Когато жертвите в Гражданската война стават повече отколкото гробищата край Вашингтон могат да поберат, генерал Монтгомъри Мегз предлага през 1864 г. да бъдат отнети 200 акра (0.81 km2) от семейната собственост на ген. Лий и да бъдат превърнати в гробища. Това е и отмъщение към Робърт Лий, по това време главнокомандващ войските на Конфедерацията – факт, който мнозина от Северните щати приемали като измяна, тъй като преди това Лий отказва на президента Линкълн да поеме командването на Федералистката армия. (По-късно Къртис Лий, наследник на ген. Лий, съди правителството, претендирайки за собственост върху земята. След като Върховният съд се произнася в негова полза, правителството му изплаща 150 000 долара.)
Началото на гробище „Арлингтън“ се поставя на 13 май (петък) 1864 г., когато там е погребан Уилям Хенри Кристман, войник от Федералистката армия, починал от перитонит. На същия ден там е погребан още един войник, на следващия още шест, на 15 май – седем, за да стигне броят на гробовете в края на Гражданската война близо 16 000.
В началото за надгробни паметници се използват боядисани в бяло дъски, но тяхната нетрайност (подменяни са веднъж на пет години) ги прави неподходящи за целта. За кратко се експериментира с надгробия, изработени от метална сплав от претопени боеприпаси, но и те се оказват непригодни и през 70-те години на 19 век американското правителство въвежда използването на бял мрамор за целта. Днешният вид на надгробията се създава след Първата световна война. Надгробните плочи са с височина над земята 61 см, широчина 33 см и дебелина 10 см. На тях се изписват само най-основните биографични данни и възпоменателни думи в максимум 12 реда по 15 знака. Може да бъде изобразен и някакъв духовен символ (от 39 разрешени) – християнски, юдейски, мюсюлмански, атеистки, индуистки и т.н.
Първият багер за гробището е закупен през 1955 г., дотогава гробовете са изкопавани ръчно.
Днес (2008 г.) мемориалният парк в Арлингтън се простира на площ 1 квадратна миля (над 1.5 км2) и в него са погребани над 300 000 души, като сред тях има и цивилни – жертви от Гражданската война, част от жертвите от полет 77, врязал се в Пентагона на 11 септември 2001 г. и др.
В Арлингтън са погребани и двама емблематични американски президенти – Уилям Тафт (единственият, който е бил и Председател на Върховния съд) и Джон Кенеди.